# Daniel Chorzempa
Daniel Walter Chorzempa (Minneapolis, 7 dicembre 1944 – Firenze, 25 marzo 2023) è stato un organista, clavicembalista, compositore, pianista e direttore d'orchestra statunitense.

## Biografia
Nato da una famiglia di origine polacca, cominciò prestissimo lo studio degli strumenti a tastiera e del violino, acquisendo una versatile e brillante tecnica. Studiò musicologia e architettura all'Università del Minnesota e si specializzò in composizione, pianoforte e organo presso la Musikhochschule di Colonia, dove si occupò anche di musica elettronica.
Iniziò quindi la sua carriera come pianista, riscuotendo un discreto successo con tale strumento in Europa alla fine degli anni sessanta e nei primi anni settanta, soprattutto come interprete di Beethoven; in seguito divenne molto più noto come organista.
Disponeva di un repertorio vastissimo, spaziante dalla musica rinascimentale alla musica contemporanea. Specialista del repertorio organistico romantico e tardoromantico, Chorzempa era noto per il suo virtuosismo, in particolare nelle opere per organo di Franz Liszt e Julius Reubke.
Nel 1976 vinse il Grand prix du disque della Società F. Liszt di Budapest.
In virtù della sua esperienza quale organista interprete e studioso bachiano, collaborò attivamente per molti anni con l'importante istituzione musicologica Neue Bachgesellschaft, di Lipsia. Tenne concerti e corsi di perfezionamento in tutto il mondo. Le sue composizioni di musica elettronica, sebbene poco note al grande pubblico, sono state più volte eseguite e fatte oggetto di studi e saggi.
A differenza di molti organisti, suonava a memoria, cioè senza spartito.
Daniel Chorzempa è morto nel 2023 a 78 anni in Italia, a Firenze, da tempo sua città d'adozione. Non si era mai sposato.